# حسین‌بیگ
حسین‌بیگ (درگذشته ۲ اوت ۱۵۸۰ میلادی در قزوین) از (طایفه شاملو) وزیر حمزه میرزا (ولیعهد) در دربار قزوین و برادر خانی‌خان خانم و دایی علی‌قلی‌بیگ گورکان شاملو بود. پس از جنگ‌های خراسان (۱۵۸۰) و با توجه به اختلافات طوایف ترکمان و تکلو با شاملو و استاجلو، حسین‌بیگ دایی علی‌قلی‌بیگ گورکان شاملو (از مخالفان طوایف ترکمان و تکلو) که در دربار قزوین وزیر حمزه میرزا بود مورد حسادت سران طوایف ترکمان و تکلو قرار گرفت و کشته شد.